# Thạch Long, Thạch Hà
Thạch Long là một xã thuộc huyện Thạch Hà, tỉnh Hà Tĩnh, Việt Nam.
Xã Thạch Long có diện tích 5,73 km², dân số năm 1999 là 5303 người, mật độ dân số đạt 925 người/km².